# Gazdapusztai Gyula
Gazdapusztai Gyula (Makó, 1931. november 15. – Szeged, 1968. november 14.) magyar ősrégész, egyetemi tanár, a történelemtudományok (régészet) kandidátusa (1962).

## Életpályája
1942–1950 között a makói József Attila Gimnázium diákja volt. 1955-ben diplomázott az ELTE muzeológia szakán. 1955-től a hódmezővásárhelyi Tornyai János Múzeumban dolgozott. 1958–1962 között a leningrádi Zsdanov Egyetem régészeti tanszékén volt aspiráns. 1962-től haláláig a debreceni Déri Múzeum tudományos főmunkatársa, majd a Szegedi Tudományegyetem ókortörténeti és régészeti tanszékén dolgozott tanszékvezető docensként. 1963–1968 között az Acta Antiqua et Archaeologica társszerkesztője, valamint a Magyar Tudományos Akadémia Tudományos Minősítő Bizottsága Régészeti Szakbizottságának tagja volt. 1964–1968 között a Magyar Tudományos Akadémia Régészeti Bizottságának tagja volt.
Öngyilkos lett. Sírja a makói görögkatolikus temetőben található.
Írásait az Archaeologiai Értesítő (1962), a Móra Ferenc Múzeum Évkönyve (1963), a Tiszatáj (1965), A Déri Múzeum Évkönyve (1965) jelentette meg.

## Művei
- Beziehungen zwischen den präschythischern Kulturen des Karpatenbeckens und des Nordkaukasus (Szeged, 1963)
- A hencidai rézkori aranylelet (Debrecen, 1968)